# Khurshid Kasuri

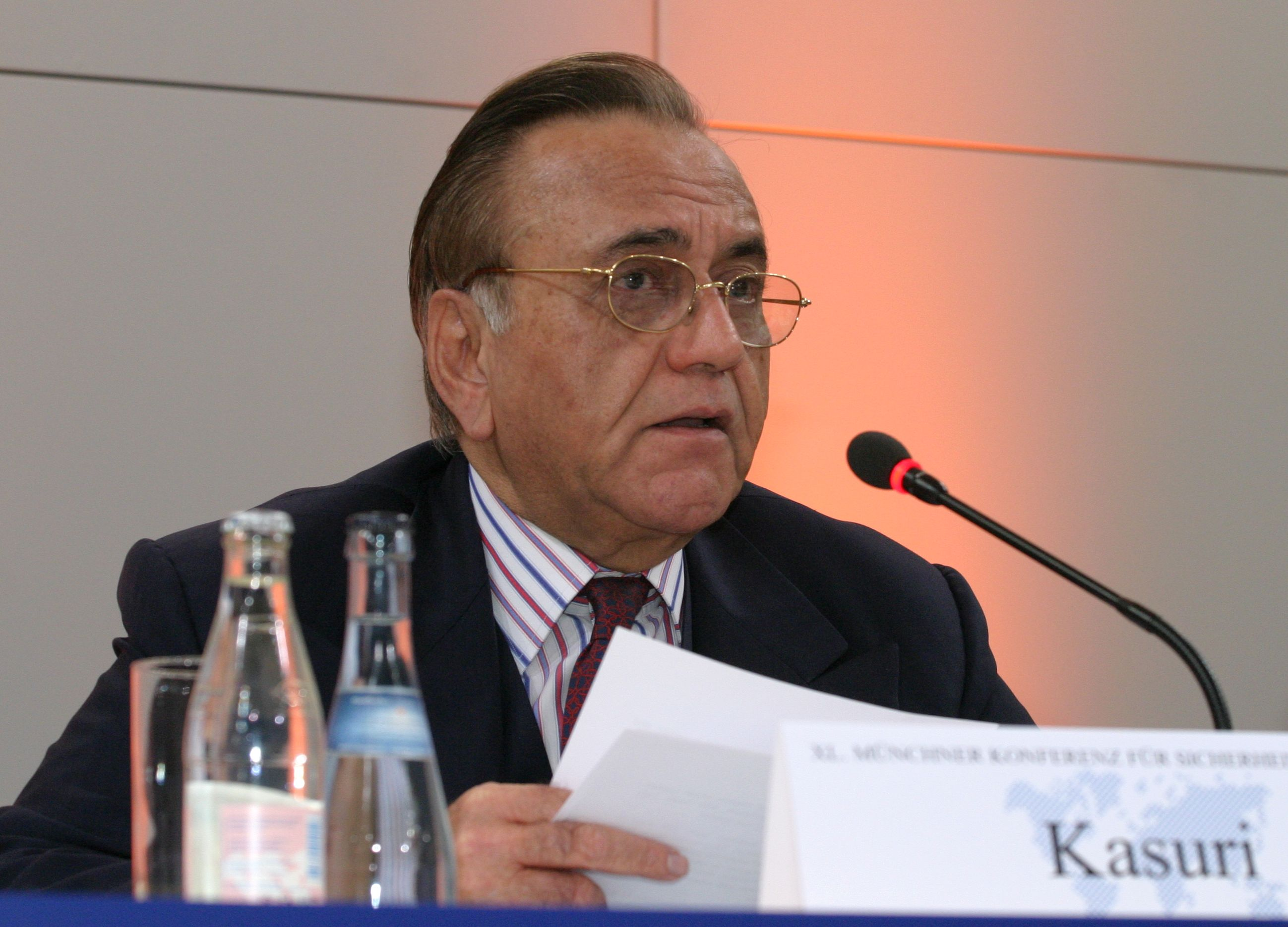
Khurshid Kasuri 2004

Mian Khurshid Mahmud Kasuri (* 1941 in Lahore) war von 2002 bis 2007 pakistanischer Außenminister.

## Herkunft
Kasuri entstammt einer im Punjab bekannten und politisch traditionsreichen Familie. Sein Großvater, der Jurist Maulana Abdul Qadir Kasuri, war Anführer im Indian National Congress und Freiheitskämpfer gegen den englischen Kolonialismus im indischen Subkontinent, was ihm jahrelange Gefängnisaufenthalte einbrachte. Maulana Kasuri war verheiratet mit Roshanara Begum, einem Mitglied der königlichen Familie von Loharu.
Maulanas Erstgeborener Mian Mahmud Ali Kasuri, der Vater von Mian Khurshid Mahmud Kasuri, war ebenfalls Anwalt (studiert in Cambridge, King’s College) des Landes, bis 1940 Mitglied im Kongress und bereits im Jahr 1930 zu vier Monaten Gefängnis verurteilt. Ali Kasuri wird weithin als Vater der Bürgerrechtsbewegung in Pakistan angesehen. Er war Gründungsmitglied der Pakistan People’s Party und 1973 kurze Zeit Mitglied von Zulfikar Ali Bhuttos Kabinett.

## Leben
1977 wurde Khurshid Kasuri in die Nationalversammlung gewählt. Im Jahr 1990 wurde er zum Generalsekretär der People’s Democratic Alliance berufen, aus der später die sozialdemokratische Pakistan People’s Party (PPP) hervorging. 1993 verließ er die Tehrik-e-Istiqlal („Solidaritätsbewegung“) und trat der Pakistan Muslim League (PML-N) bei. Er wurde 1997 im Wahlkreis der Stadt Kasur im indisch-pakistanischen Grenzgebiet (ca. 290.730 Einwohner) zur Nationalversammlung gewählt und dort Vorsitzender des Komitees für Information und Medienentwicklung. Er war zudem Mitglied des Komitees für auswärtige Angelegenheiten. Als Delegationsmitglied Pakistans brachte er bei verschiedenen internationalen Konferenzen und Veranstaltungen profundes Wissen über internationale Beziehungen in das Außenministerium ein und ist dementsprechend bewandert in den Nuancen der pakistanischen Außenpolitik.